# ویلهلم هاینریش ارب
ویلهلم هاینریش اِرب (آلمانی: Wilhelm Heinrich Erb؛ ۳۰ نوامبر ۱۸۴۰ – ۲۹ اکتبر ۱۹۲۱) یک متخصص مغز و اعصاب، پزشک، عصب‌شناس برجستهٔ اهل آلمان بود.
او مدرک پزشکی خود را در سال ۱۸۶۴ میلادی از دانشگاه هایدلبرگ دریافت داشت و مدتی دستیار نیکلاس فریدرایش بود.
اِرب بطور گسترده‌ای از الکترودیاگنوزیس استفاده می‌کرد و ثابت کرد که در جریان بیماری کزاز، افزایش حساسیت اعصاب حرکتی وجود دارد. او بود که موجب رواج و متداول‌شدن استفاده از چکش رفلکس در معاینات عصبی شد. وی همچنین مطالعاتی در زمینهٔ سیفلیس، تابس دورسالیس، فلج اطفال و «تحلیل پیش‌روندهٔ عضلات» دارد.
اِرب در سال ۱۸۷۸ میلادی، بیماری میاستنی گراویس را توصیف کرد که نامِ دیگرش «بیماری ارب-گلدفلام» (به افتخار وی و ساموئل گلدفلام) است. او بیش از ۲۵۰ مقاله و کتاب در زمینهٔ پزشکی دارد که از جمله می‌توان به «راهنمای الکتروتراپی» (آلمانی: Handbuch der Elektrotherapie) اشاره کرد که در زمینهٔ الکتروتراپی است. او از پایه‌گذاران «ژورنال نورولوژی آلمان» (Deutsche Zeitschrift für Nervenheilkunde) است و در نخستین شمارهٔ آن مقاله‌ای دربارهٔ دیستروفی ماهیچه‌ای منتشر کرد.
امیل کریپلین، ماکس نونه، ارنست ریماک و پاول یولیوس موبیوس از شاگردان او بودند.

## اصطلاحات مرتبط با نام او
- فلج ارب-دوشن: به فلج ارب و فلج شبکه بازویی هم شهرت دارد و نوعی فلج عضلانی در دوران کودکی است که نامش را از دوشن دو بولونیه و او می‌گیرد.
- فلج اِرب-شارکو: نوعی نادر از سیفلیس نخاعی که به افتخار وی و ژان-مارتن شارکو نامگذاری شده‌است.
- نقطهٔ ارب: ناحیه‌ای کوچک در حدود ۲ تا ۳ سانتی‌متر بالای استخوان ترقوه. تحریک الکتریکی این نقطه، موجب انقباض ماهیچه‌های متعددی در بازو می‌شود.
- علامت ارب-وستفال: یک رفلکس در بیماری تابس دورسالیس که به افتخار وی و کارل فریدریش اتو وستفال نامگذاری شده‌است.
- ناحیهٔ اِرب: ناحیه‌ای کوچک در کالبدشناسی سطح قفسهٔ سینه جهت شنود صداهای قلبی که مکانش، فضای بین‌دنده‌ای سومِ چپ و در حدود ۳ سانتی‌متر به سمت چپ است که بیشتر صداها و سوفل‌های قلبی در آنجا شنیده می‌شوند.